# Herman ter Meer

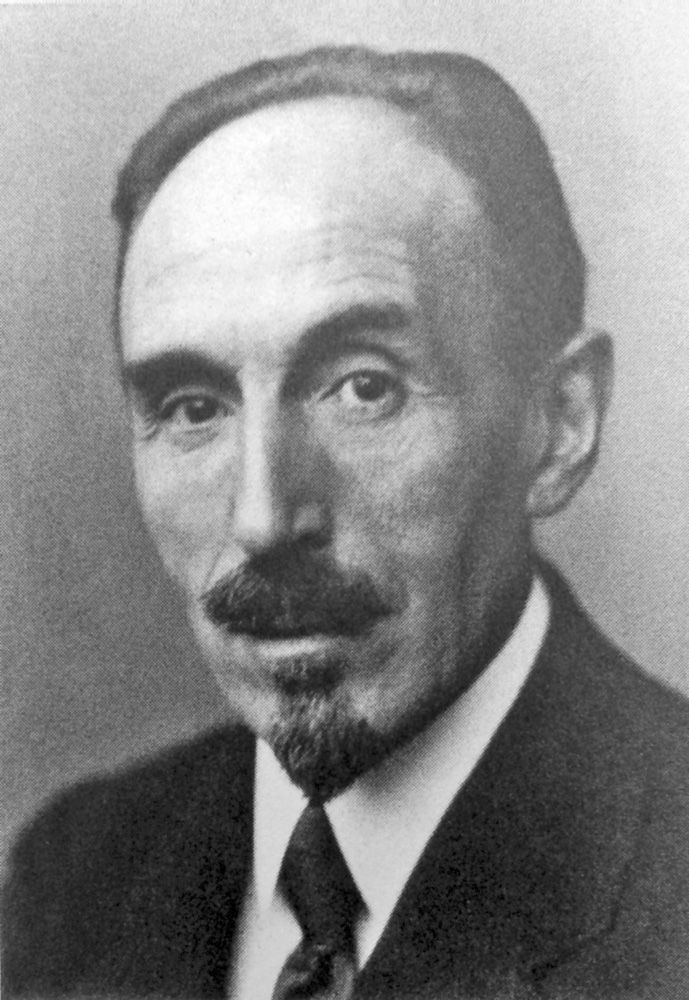

Hermanus Hendrikus ter Meer (Leiden, 16 december 1871 - Leipzig, 9 maart 1934) was een befaamd preparateur. Net als zijn grootvader, vader en oom was hij in dienst als preparateur voor het Rijksmuseum van Natuurlijke Historie in Leiden. Vanaf 1907 was hij werkzaam voor de Universiteit van Leipzig. Een van zijn meesterwerken, een opgezette orang-oetan, wordt tentoongesteld in Naturalis in Leiden.
- Biografisch Portaal: 00522133
- Digitale Bibliotheek voor de Nederlandse Letteren: meer196
- Gemeinsame Normdatei: 129644684
- International Standard Name Identifier: 0000 0000 5058 8739
- Library of Congress Control Number: nr2006009437
- Nederlandse Thesaurus van Auteursnamen: 380714280
- RKD-Nederlands Instituut voor Kunstgeschiedenis: 415084
- Virtual International Authority File: 10930119
- WorldCat: E39PBJfMjypqbpGKh37pcXf6rq